# Madonna della Pera (Cesena)
La Madonna della Pera è un quadro la cui datazione risale all'incirca al 1420, e ciò rende il dipinto più antico conservato nell'interno della Pinacoteca di Cesena.
Inizialmente il quadro fu attribuito a Bittino da Faenza, ma ormai dopo varie ricerche è considerata più un'opera di un maestro veneto.
Nell'opera viene rappresentata la Vergine nell'atto di donare una pera a Gesù bambino. Nello sfondo dorato si possono notare due angeli di colore più scuro.
La Madonna che offre la pera al Bambin Gesù è l'allegoria dell'accettazione da parte del Cristo del sacrificio per la redenzione dell'umanità.